# おーぷん2ちゃんねる
おーぷん2ちゃんねる（おーぷんにちゃんねる）とは、日本の電子掲示板である。2012年6月7日開設。
電子掲示板大手2ちゃんねるを模倣して作られている。開設者及び管理人はITエンジニアの矢野さとる。

## 概要
スレッドフロート型掲示板であり、2ちゃんねるとほぼ同じ構成を取っている。「転載自由な２ちゃんねる風掲示板」を謳っており、投稿は全て著作権を放棄したパブリックドメインとして公開され、ウェブサイト上で自由に転載・改変できる。
他掲示板と比較して標準の機能が豊富であり、一般のブラウザからの閲覧でも様々な機能を利用できる。2022年現在においても設立者による機能の拡張と修正が続いている。

## 歴史

### 開設の経緯
2012年6月、2ちゃんねるの投稿を転載していた成功報酬型広告ブログ（以下「アフィリエイトブログ、アフィブログ」）がデマを流して問題になり、2ちゃんねるの運営が「ハムスター速報」など一部大手アフィブログに対して転載禁止を言い渡し話題となっていた。
これを受けて、嘘ニュースサイトの虚構新聞が『転載自由の匿名掲示板、転載ちゃんねる誕生』と2ちゃんねるをネタにした記事を掲載。その記事を見た矢野がジョークとして実際に作った転載自由な掲示板が「おーぷん2ちゃんねる」である。
開設当初は物珍しさもあり一定の盛り上がりを見せていたが、2ちゃんねるの転載問題に決着がつき、騒動が沈静化すると、おーぷん2ちゃんねるにやってきた多くの住人は再び2ちゃんねるやアフィブログに戻っていった。その後しばらくの間、おーぷん2ちゃんねるはさほど盛り上がっているとはいえない状況に陥った（いわゆる過疎状態）。
この間、矢野は様々な独自機能を開発し掲示板に搭載していった。特に「お絵かき機能」はおーぷん2ちゃんねるの特徴の一つとなり、後に2ちゃんねるでも同様の機能が追加された。

### 利用者の増加
2014年2月までは、1日あたりの投稿数が1000件にも満たないことがほとんどだったが、3月初旬に2ちゃんねるで大規模な転載禁止騒動が起こり、全ての板が転載禁止になると、2ちゃんねるの投稿を転載できずコンテンツ不足に悩む一部アフィブログが新たな転載元としておーぷん2ちゃんねるを利用し始める。その後アフィブログ利用者（いわゆるまとめ民）や避難所として利用する2ちゃんねる住人、荒らしや転載禁止騒動に嫌気が差した2ちゃんねる住人等が流入してきた。3月5日に投稿数2万件、7日には5万件を記録している。
その後、西村博之ら旧2ch.net運営陣が転載可能な掲示板2ch.scを立ち上げるとアフィブログの多くはそちらを利用するようになり、転載禁止騒動は沈静化。投稿数は徐々に落ち込んで行ったものの、一部の板では一定規模の人口の定着が見られた。2021年現在は転載禁止騒動時よりも人口が増えており、1日1万ID程度のユーザーが活動している。

## 掲示板のシステム
2021年3月現在、約780個の板があり、各板には50ほどのスレッドが表示される。「野原板」など書き込み、スレ立てのテスト用で規制が一切かからない独自のシステムの板も存在する。このおーぷん2ちゃんねるでは、2ちゃんねるとほぼ同じ構成を取っているが、様々な機能が存在する。以下、独自の仕様のものを特筆する。

### スレッド
本家2ちゃんねるでは、一つのスレッドに書き込める数が1000までと制限されており、通常それ以上は書き込めない仕様であるが、おーぷん2ちゃんねるはスレッドを立てた主のみ1000以上（最大1005まで）書き込みを行うことができる。なお、ごく初期のスレッドの仕様では最大2000まで書き込みを行うことができた。

### dat落ち
スレッドが一覧から表示されなくなっても書き込めなくなることはないが、その状態で一切書き込みがないまま数日経つと強制的にsageになり、更に時間が経つと賞味期限切れと表示されdat落ち扱いとなる。

### ID
初期のおーぷん2ちゃんねるでは本家2ちゃんねると同じ8桁のIDだったが、2014年11月頃から3桁に短縮され、2021年4月1日から4桁となった。なお変更される以前のスレッドは表示に変化はない。

### 書き込み
別画面を経由せず、そのまま書き込みを行うことができる。書き込みの際には効果音が鳴る（オフにする事も可能）。また書き込み欄には、お絵描きなど多数の機能を使用するボタンなどが存在している。スレ主特有で、!aku(数字)を入力すると特定のレス番号を書き込み不能にするコマンドを打つ事ができる。!kaijo(書き込み不能のレス番号)で解除可能。

### おーぷぬ
2020年9月24日に実装された仕様で、個人で板を作成することができる。作成には忍法帖レベル3以上が必要。ランダムGOで、ランダムなオリジナル板に移動することができる。投稿が1週間途絶えると、自動的に削除される。作成した人は、スレッドの削除や復活ができる。

## 規制
本家2ちゃんねるとは違い、一部のNGワードは警告が存在せず入力すると即書き込み不可能になる。基本的には日付を跨ぐことで解除される。
また、荒らし回るなど特に悪質な行為、あるいは同じスレッドの乱立をユーザーが行った場合はアクセス禁止にされ、どのページにも入る事ができなくなる。

## 「5ちゃんねる」及び「2ch.sc」との関係
「5ちゃんねる（旧2ちゃんねる）」の管理人・ジム・ワトキンスとはメールで意見交換を行っている。許可を取れていないが、ジム・ワトキンスは特に何の行動も起こさず半ば黙認されている状況である。なお開設後すぐに、5chではおーぷん2ちゃんねるのURLを貼ると規制が行われる措置をされている。
一方、元2ちゃんねる管理人・西村博之からはおーぷん2ちゃんねる開設の許可を得ている。西村博之らが作った2ch.scとは連携してサーバーのアタックテストを行ったり、アダルト系掲示板「xpic（現在閉鎖済）」の開発に協力するなど、良好な関係を築いている。

## 主な板

### なんでも実況(ジュピター)＠おーぷん２ちゃんねる
略称は「おんJ」。
2ちゃんねる（現5ちゃんねる）のなんでも実況（ジュピター）＠2ch掲示板同様、シーズン中は野球の実況が盛んに行われる。オフシーズンには野球ネタを中心に様々なスレが立てられる。

### おんJゲーム部＠おーぷん２ちゃんねる
おーぷん2ちゃんねる独自の板。略称は「ゲーム部」。
なんでも実況(ジュピター)板の雰囲気でゲームをすることを目的としている。

### おんJアニメ部＠おーぷん２ちゃんねる
おーぷん2ちゃんねる独自の板。略称は「アニメ部」。
なんでも実況(ジュピター)板の雰囲気でアニメに関する雑談をすることを目的としている。

### ニュー速VIP＠おーぷん２ちゃんねる
略称は「VIP」。なんでも実況VIP＠おーぷん２ちゃんねるとは別物。
しかし他の板と比べても非常に書き込みの少ない状態、先ほども挙げたように過疎状態になっている。

### ブラウザゲーム＠おーぷん２ちゃんねる
略称は「ブラゲ板」。
「艦隊これくしょん」の実況スレッドの人気が高く、人が多い夜だとコンスタントに同時接続が100人を超える。

### お絵描きVIP＠おーぷん２ちゃんねる
おーぷん2ちゃんねる独自の板。
PC表示のトップページにて常におすすめと表記されている。

## 忍法帖
開設した2012年6月7日から実装されており、当時はレスごとにレベルがランダムだった。名前欄に「!ninja」と入れるか、書き込み欄にある「忍」というチェックボックスにチェックを入れると使用可能になる。元々2ちゃんねるの「忍法帖」と同じ表示だったが、現在は
という表示の仕方となっている。本家と同じように、作成した当初は使える機能が制限されるが、レスを一定数するとレベルが上がり、使える機能の制限が解除されていくという仕様。